# Matheronodon provincialis
Матеронодон (Matheronodon provincialis) — вид динозаврів-орнітоподів з родини Рабдодонтових (англ. Rhabdodontidae), скам'янілості якого відомі з кампанських відкладень Франції. Він був названий Паскалем Ґодфруа і його колегами 2017 року. Зуби матеронодону великі, але нечисленні; розташовані незвичайним способом, ймовірно, динозавр діяв ними як ножицями, зрізуючи стебла і листя рослин.

## Відкриття і вивчення
Всі зразки матеронодону були знайдені в пісковиках Вело-Ла-Бастід-Нев, у басейні Екс-ан-Прованс, Буш-дю-Рон, Франція 2009 і 2012 роках. Після виявлення скам'янілості зберігалися в палеонтологічному і археологічному фондах Муніципалітету Вело, що належать музею Дю Мулен. Голотип MMS/VBN-02-102 складається з правої частини верхньої щелепи і верхньощелепних і нижньощелепних зубів.
2017 року викопний матеріал був описаний Паскалем Ґодфруа і його колегами в журналі Nature Communications як новий рід Matheronodon. В університеті Льєжа було вироблено комп'ютерне сканування щелепи, і тонкий зріз ізольованого верхнечелюстного зуба був досліджений під мікроскопом.
Родова назва Matheronodon складається з прізвища Філіпа Матерона, який вперше описав скам'янілості динозавра, і суфіксу -‘odon’, латинської похідної від давньогрецького ‘odous, odontos’ («зуб»). Вони також назвали єдиний вид М. provincialis на честь Провансу (лат. Provincia), де знайдені скам'янілості.

## Опис
Оскільки велика частина скелета була відсутня, реконструкція матеронодону не має серйозних розбіжностей з іншими орнітоподами, представляючи динозавра типовим представником рабдодонтових — двоногих травоїдних з трохи незвичайною будовою тазу і задніх кінцівок.
Паскаль Ґодфруа припустив, що довжина динозавра досягала п'яти метрів
Верхня щелепа матеронодону — коротка, міцна кістка 22 см завдовжки і 10 см заввишки. Передня її частина і верхній кут вкорочені, що відрізняє матеронодона від інших членів родини. Передня частина щелепи трикутна і утворює сплощений широкий шельф внизу попереду, відсутній у рабдодона і залмоксеса. На внутрішній поверхні є палкоподібна смуга, як у рабдодона. Під смугою знаходиться горизонтальна канавка або поперечна борозна. Виступаючий вгору відросток ширше і «незграбність», ніж у рабдодону, і більше, ніж у залмоксеса. З основи смуги «крило» простягається назад до області виличної кістки. Також біля основи відростку знаходиться кісткова межа задньої частини передочноямкового вікна.